# ごきげんようじ
ごきげんようじはSTVラジオで2019年4月6日から放送されているラジオ番組。

## 概要
ウイークエンドバラエティ 日高晤郎ショー フォーエバーの後番組として開始。STVラジオ Vスタジオより生放送。
第1回放送では松山千春がゲスト出演したのに加え、テレビ番組『1×8いこうよ!』で木村洋二と共演している大泉洋も電話出演。また、木村に憧れて業界入りしたTBSアナウンサーの安住紳一郎から放送開始祝いの花が届けられた。松山千春はその後も聴取率調査対象回を中心ににゲストとして出演している。
タイムテーブルは前番組「日高晤郎ショー フォーエバー」をほぼ踏襲しているが、当番組はスタジオ公開・ナイターオフの放送時間拡大・インターネットによるストリーミング中継は行っていない。
2019年8月の札幌地区民放ラジオ聴取率調査において、1.9%（瞬間最大2.4％）を記録し、前番組に引き続き同時間帯首位をキープした。
開始当初は6時間のワイド番組だったが、2021年度に5時間に縮小ののち、2024年度より4時間となる。

## 放送時間
| 期間                         | 放送時間（日本時間） |
| ---------------------------- | -------------------- |
| 2019年4月6日 - 2021年3月27日 | 土曜日 8:00 - 14:00  |
| 2021年4月3日 - 2024年3月30日 | 土曜日 8:00 - 13:00  |
| 2024年4月6日 -               | 土曜日 8:00 - 12:00  |

## 出演者
パーソナリティ
木村洋二（元・STVアナウンサー、現・STVラジオ取締役兼任エグゼクティブアナウンサー）
アシスタント
熊谷明美（STVアナウンサー）
外中継リポーター
- 大田黒ヒロタカ（36号線）（2022年4月3日 - ）
- ササキサキ（36号線）（2024年4月6日 - ）

街角ごきげん調査隊/セブン-イレブン探険隊
- 田付美帆[6][注釈 4]

### 過去の出演者
代理パーソナリティ
- じゅんぺい（しろっぷ）（2021年12月11日：木村がリフレッシュ休暇の為）
- 大田黒ヒロタカ（36号線）（2023年1月21日 : 木村がリフレッシュ休暇の為）
- 熊谷明美（STVアナウンサー）（2023年6月24日 : 木村が新型コロナウイルス陽性判定の為）

代理アシスタント - 熊谷の長期療養（2024年9月28日まで）より2023年度後半から代理での出演機会が増えていた。
- 久保朱莉（2019年9月14日 8時 - 11時のみ）
- 西尾優希（2019年9月14日 11時 - 13時55分のみ、2023年11月18日、2023年12月23日、2024年2月10日）
- 大家彩香（2019年11月2日、2020年9月19日、2024年3月16日）
- 村雨美紀（2019年12月21日、2020年10月10日、2022年9月10日、2023年6月24日、2023年9月16日、2024年2月24日、2024年3月23日、2025年6月7日）
- 岡田和樹（2020年5月23日）
- 佐々木美波（2023年12月16日）
- 兼子真衣（2024年1月20日、2024年3月2日、2024年3月9日、2024年3月30日 - 6月29日）
- 今朝丸仁美（ランラン号第109代キャスタードライバー、2024年7月 - 2024年9月28日）

外中継リポーター
- 伊藤祐輔（当時／センチメンタル、太田プロ札幌）（2019年4月6日 - 9月28日）
- 岡田和樹（STVアナウンサー）[6] （2019年10月5日 - 2021年3月27日）
- 畑中しんじろう[6] （2021年4月3日 - 2022年3月26日）

## タイムテーブル
| 時間  | コーナー名                                               | コーナー内容 |
| ----- | -------------------------------------------------------- | --- |
| 8:00  | オープニング 〜ようじのおめざめ3曲（ごきげんプレゼント） | 前枠番組『ノノさんの朝ごはん』パーソナリティの野々村芳和と吉川のりおへの受け答えから始まる。 |
| 8:15  | おはよう! モーニング・レター                             | リスナーからのお葉書・メールのコーナー。 |
| 8:25  | ようじの朝刊ひろい読み                                   | 今日の朝刊から一面のニュースをお送りする。 |
| 8:38  | 街角ごきげん調査隊                                       | 街頭アンケートのコーナー。 |
| 8:45  | 週末の天気〜道路交通情報                                 | |
| 8:50  | 北海道ふるさと通信                                       | |
| 9:10  | 36号線のごきげん中継                                     | 漫才コンビ「36号線」が、札幌の各所で中継を行うコーナー。 |
| 9:30  | 旅のお便り                                               | 旅の思い出やこれからの予定など、旅に関するエピソードを紹介。 |
| 9:50  | 週末の天気                                               | |
| 9:55  | STVニュース                                              | |
| 10:00 | ようじの世間話                                           | 話題の社会・芸能ニュースを取り上げるコーナー。 |
| 10:12 | セブン-イレブン探険隊                                    | 道内各地のセブン-イレブンやセブン-イレブンの人気・話題の商品、キャンペーンを田付美帆がリポートする。 前番組からの継続コーナー。                                                                                                   |
| 10:40 | マルちゃんのリスナー突撃! イントロクイズ                 | リスナー参加型イントロクイズコーナー。 クイズに正解すると東洋水産から景品をプレゼントする。 |
| 10:48 | 週末の天気                                               | |
| 10:55 | 道路交通情報                                             | |
| 11:00 | 気になる話                                               | 熊谷が新聞の気になる記事を紹介する。 |
| 11:10 | 36号線のごきげん中継（2）                                | |
| 11:20 | おんがくの宅配便                                         | 番組宛にリスナーから寄せられた心に残るエピソード、それにまつわるリクエスト曲を木村と熊谷が紹介する。 |
| 11:30 | ツルハハッピーライフ毎日笑顔                             | 道内イベント情報。 |
| 11:40 | ようじの逸品・珍品お宝さがし                             | リスナーから寄せられた逸品・珍品、銘品を紹介するコーナー。 |
| 11:55 | STVニュース/エンディング                                 | 2020年11月に次の時間の番組が『明石のいんでしょ大作戦!』となってからはクロストークを行うようになった。最後はタイトルに引っ掛けて「それではまた来週（年内最後の場合「それではよいお年を」）、ごきげんようじ」と挨拶して締めくくる。 |

### 過去のコーナー
- おはよう! ようじの部屋（2020年3月28日まで 9時台前半）
  - ゲストを招いて行うトークコーナー。STVラジオ・テレビにゆかりのある現役アナウンサー・OBなどを主に迎えた。
- ようじのちょっとだけイイ話（2020年3月28日まで 10時台後半）
  - リスナーからの心温まる体験談をトークするコーナー。
- モシモシようじです!（2020年3月28日まで 11時台前半）
  - リスナーとの生電話コーナー。
- ようじのお笑い選手権（2020年3月28日まで 12時台後半）
  - 北海道の若手お笑い芸人がネタを披露する。木村洋二自らが提案した唯一のコーナー。
- きょうのお昼はな〜に!
  - リスナー・スタッフが発見したグルメを実食するコーナー。
- ごきげんミュージック（2021年3月27日まで）
  - 毎週一組のアーティストの名曲をメドレー形式で掛けるコーナー。
- ミュージックどらいぶ
  - ドライブ時にピッタリの音楽を送るコーナー。
- 懐かしの昭和・思い出うた
  - 懐かしい昭和の名曲をエピソードを綴ってお送りするコーナー。
- 教えて先生!目のお話（北海道眼科医会提供、2021年5月22日 - 8月28日）
  - 北海道眼科医会創立70周年を記念し、眼科医会の役員がスタジオ出演し目の病気に関する話題を展開する。
- HOKKAIDO LOVE!（北海道観光振興機構提供、2021年7月17日 - 2022年2月5日）
  - 北海道内の家族旅行や女子旅におすすめのスポットを道内各エリアごとにお送りするコーナー。
- さっぽろ耳寄り情報
  - 札幌市の広報番組。前番組のコーナー『さっぽろ散歩』の後継企画。2022年4月からは工藤じゅんきの十人十色の水曜12時台（12:18分頃）にて「じゅんきの札幌世間話」として実施。
- 知らなかったを知ろう!やってみよう!（Amazon提供、2022年12月）
  - リスナーから「クリスマス・お正月」「大掃除」「料理・食事」「健康・趣味」のテーマで忙しい年末を乗り切るための暮らしの知恵を募集・紹介する。
- ごぞんじですか?在宅歯科医療（北海道歯科医師会提供、2023年2月4日 - 3月25日）
  - 北海道歯科医師会の役員がスタジオ出演し在宅歯科医療や歯の健康に関する話題を展開する。3月5日 20:30 - 21:00には「ごぞんじですか?在宅歯科医療 日曜特別番組」を放送。
- 粋に生きよう!応援隊（らくらホールディングス提供、2023年6月 - 8月）
  - らくらホールディングス主催のイベント「粋生きアワード2023」のPRを目的にアワードの詳細情報の紹介、らくらホールディングス関係者や道内のアクティブシニアとのインタビューを展開する。
- ようじおじさんの歌のコーナー
  - 子育て世帯が朝に聴きたい小児向けのリクエスト音楽をお送りする。
- モノづくり・人づくり
  - 今頑張っている道内企業や団体、有名人や著名人とのインタビューをお送りする。
- ひるどきミュージック
  - リスナーからのリクエスト楽曲を紹介。

## イメージソング
- HAMBURGER BOYS「ごきげんようじのテーマ」（2019年10月 - ）

## タイアップ商品
北海道のセブン-イレブンにて期間・数量限定で販売。
- 2019年6月15日発売：ごきげんもこ（ミルクムース）
- 2020年4月4日発売：ごきげんじゃがビー（チーズ＆コーン味）
- 2021年4月3日発売：マルちゃん ごきげんみそ味ラーメン大盛
- 2022年4月1日発売：マルちゃん ごきげん塩ラーメン大盛
- 2023年11月21日発売：マルちゃん ごきげんみそ味ラーメン大盛
- 2024年10月15日発売：ごきげんシュー（北海道産さつまいも使用）、ごきげんパン（道産さつまいもホイップ入り）

## 関連イベント
- ごきげんようじイベント＆どさんこくんステージin東急百貨店さっぽろ店
  - 2019年4月27日（土）開催。15:00～16:00に両MCが出演し「ごきげんようじ」わくわくステージを開催。
- 木村洋二さんと一緒に学ぶ「簡単あて名書き教室」in書峰社書道（2019年6月10日）
- STVラジオドキドキフードパーク（2019年6月15日）
- ごきげんようじステージイベントinニューフレンドリー（2019年7月20日）
- ごきげんようじステージイベント inラソラ札幌（2019年8月10日）
- パーソナリティ大集合inアリオ札幌（ごきげんようじ　ごきげんフィナーレ）（2019年8月12日）
- JALで行く！木村洋二の沖縄ごきげんツアー 〜ありがとう沖縄・元気です北海道〜（2019年9月22日〜24日 2泊3日）
  - JALで行く木村洋二と沖縄首里城応援ツアー3日間（2023年7月10日〜12日 2泊3日）
- ごきげんようじ雪まつりスペシャル in STVホール - STVホールから公開生放送
  - 2020年2月8日
  - 開局60周年　ごきげんようじ　春の公開生放送 in STVホール（2022年3月26日） - 当初雪まつり期間を予定していたが日程変更
  - 2023年2月4日
  - 2024年2月10日
- ごきげんようじスペシャルサマーステージ in アリオ札幌 (2024年6月22日)